# Антоній Малецький

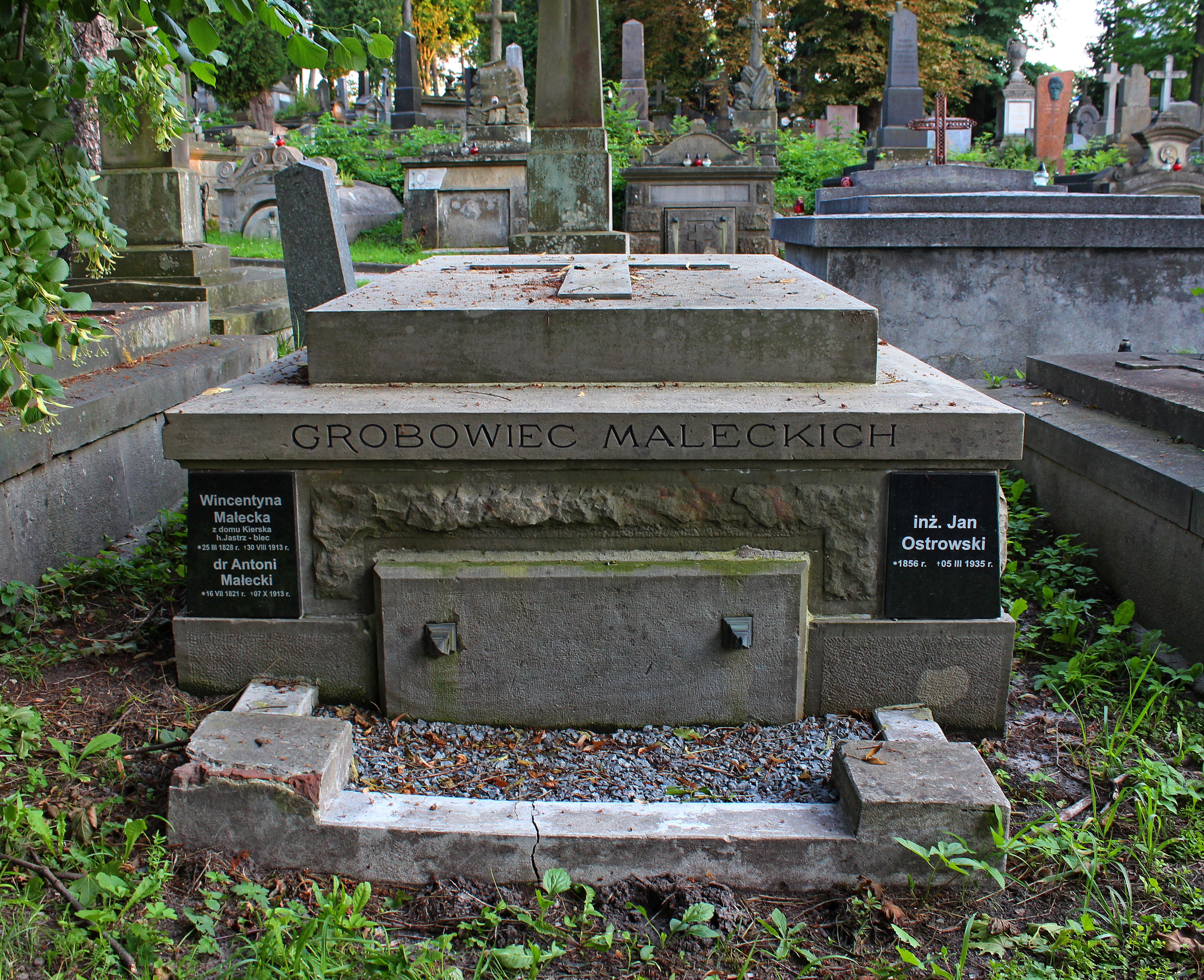

Антоній Малецький (пол. Antoni Małecki; 16 липня 1821, Об'єзєже біля Познані — 7 жовтня 1913, Львів) — польський історик літератури, історик-медієвіст, мовознавець, класичний філолог, геральдист, драматург, ректор Львівського університету (1872—1873), професор Ягеллонського, Львівського та Інсбруцького університетів, депутат Галицького крайового сейму, почесний громадянин Львова.

## Життєпис
У 1841 році закінчив гімназію св. Марії Магдалини в Познані і вступив на навчання в Берлінський університет. Вивчав філологію під керівництвом Карла Людвіга Мішле та історію в Леопольда фон Ранке. У грудні 1844 року захистив докторат з філології на підставі праці про школу Платона. У лютому 1845 року в Берліні склав іспит на вчителя гімназії. Того ж року став викладачем польської, латинської і грецької мов та історії в гімназії св. Марії Магдалини в Познані.
У 1850—1852 роках був надзвичайним професором класичної філології в Краківському університеті. 1853—1854 — викладач польської мови в міські реальній школі в Познані, 1854—1856 — професор класичної філології Інсбруцького університету. Від 1856 року — звичайний професор на кафедрі польської мови і літератури Львівського університету, також викладав історію. Від 1864 року був членом австрійської Шкільної ради (нім. Unterichtsrat) у Відні. Співорганізатор і член галицької Шкільної крайової ради. У 1872—1873 роках був ректором Львівського університету. У грудні 1874 року перейшов на емеритуру.
Пов'язаний з Оссолінеумом: у 1869—1872 і 1882—1913 роках був заступником куратора закладу. Від 1871 року працював у міській раді Львова. У 1872 році став членом Академії знань; член-кореспондент Сербського Наукового Товариства в Белграді. Довголітній посол до Галицького крайового сейму (1876—1889), а в 1881 році став дожиттєвим членом австрійської Палати панів (Herrenhaus) у Райхсраті. Співзасновник Польської матиці у Львові, від 1888 року очолював її Виконавчу раду.
У 1873—1893 роках — співвидавець серії «Monumenta Poloniae Historica» (Пам'ятки історії Польщі). Почесний член Познанського товариства приятелів наук. У 1901 році став головою новозаснованого у Львові Товариства підтримки польської науки і очолював його впродовж 12 років до дня своєї смерті.
Антоній Малецький помер 7 жовтня 1913 року у Львові, похований на 67 полі  Личаківського  цвинтаря.

## Відзнаки
- Почесний громадянин Львова (21 січня 1892)
- Доктор honoris causa Ягеллонського університету (1892)
- Ще за його життя одну із вулиць Львова названо ім'ям Антонія Малецького (сьогодні вулиця Григоровича)
- Іменем Антонія Малецького названі вулиці в Познані, Ольштині, Сяніку (тепер вулиця Генерала Сікорського)[5][6]
- Публічна бібліотека міста міста і ґміни Оборники названа на честь Антонія Малецького.

## Вибрані праці
- Драми:
  - «List żelazny» (1854),
  - «Grochowy wieniec, czyli Mazury w Krakowie» (1855),
- Філологічні праці:
  - «Juliusz Słowacki jego życie i dzieła w stosunku do współczesnej epoki», t. 1—2 (1866—1867),
  - «Jana Kochanowskiego młodość» (1883),
  - «Gramatyka języka polskiego»,
  - «Gramatyka historyczno-porównawcza języka polskiego» (1879)
- Історичні праці:
  - «Co rozumieć o runach słowiańskich i autentyczności napisów na mikorzyńskich kamieniach»[недоступне посилання з червня 2019] (1872),
  - «Panowanie Bolesława Krzywoustego» (1873),
  - «Biskupstwa w pierwotnej epoce Polski oraz klasztory w Polsce w obrębie wieków średnich» (1875),
  - «Z przeszłości dziejowej pomniejsze pisma», Tom 1, Tom 2. — (Краків 1897 (перше видання 1875),
  - «Studia heraldyczne» Tom 1 [Архівовано 3 червня 2010 у Wayback Machine.], Tom 2 (1890),
  - «Lechici w świetle historycznej krytyki» 1897, вид. 2 (1907)
  - «W kwestii fałszerstw dokumentów» (1904),
  - «Wybór mów staropolskich świeckich sejmowych i innych»,